# 鳥類標識調査

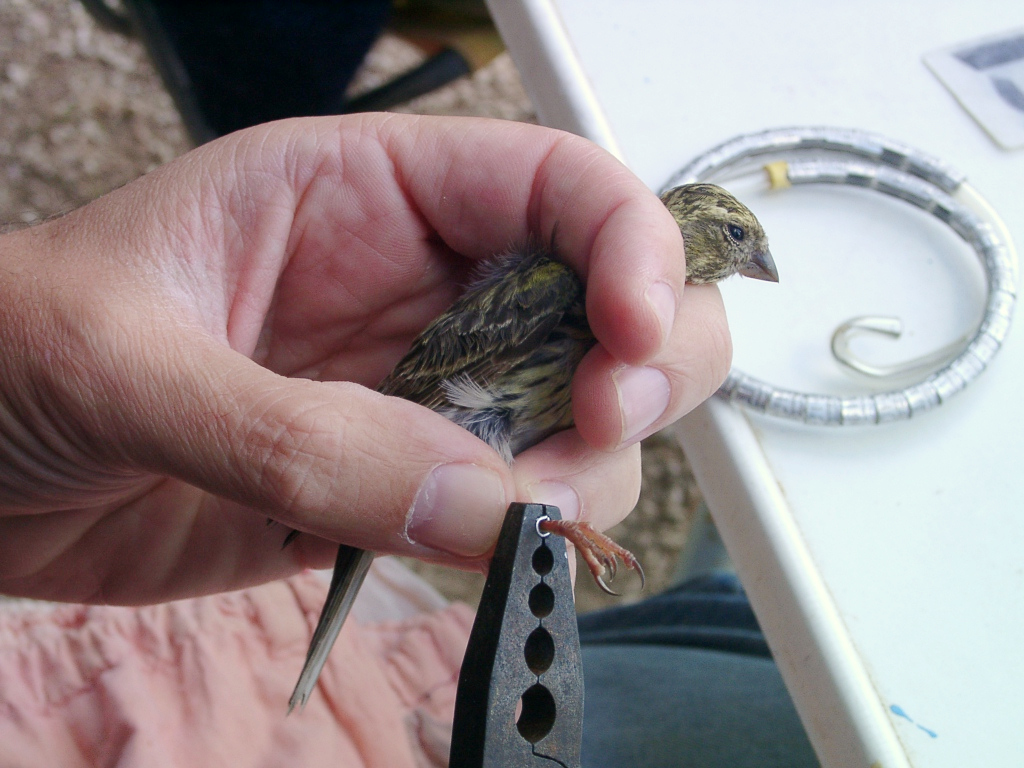
研究者が標識をセリンに付けるために、専用のツールを使っているところ。

鳥類標識調査（ちょうるいひょうしきちょうさ、英: Bird ringingまたはBird banding）とは、鳥類研究の一環として地名や個体識別番号付きの金属またはプラスチック製の標識を鳥の足、翼またはその他の部位に装着することで、後で同一個体を再発見可能にすることである。これにより渡り、寿命、死亡率、個体数、縄張り意識、摂食行動、その他多くの様相を研究することが可能となる。

## 用語と技術

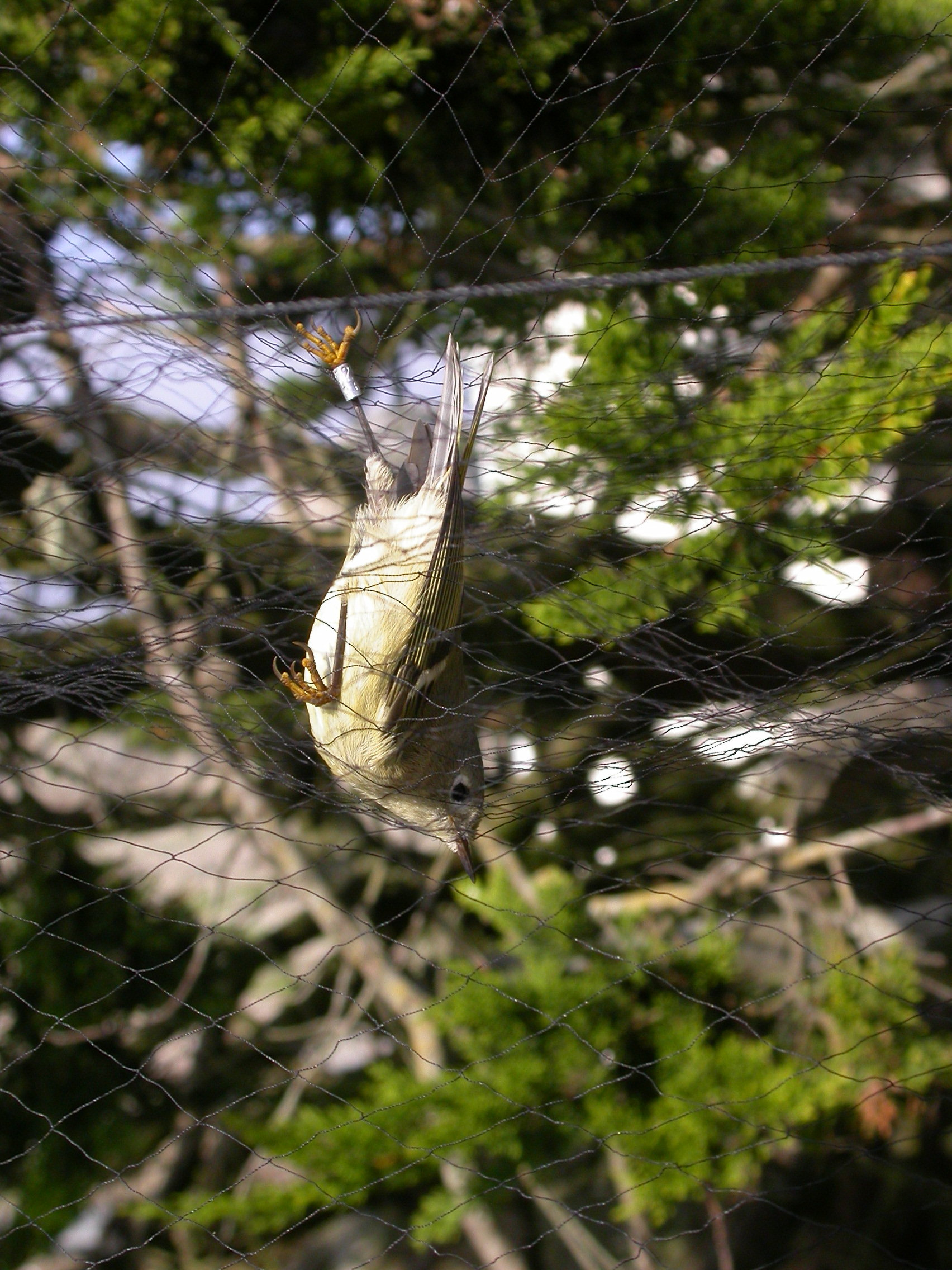
かすみ網に絡まった、足に標識を付けた
ルビーキクイタダキ

鳥類標識調査員はイギリスやその他いくつかのヨーロッパの地域では「bird ringers」と呼ばれている。一方その他の英語圏の地域では彼らは「bird-banders」と呼ばれる。それぞれリング-環(ring)、バンド-帯(band)に由来する。日本では「バンダー」とも呼ばれる。また彼らの活動場所は「標識調査ステーション」または「鳥類観測ステーション」と呼ばれる。
鳥はその巣で、若しくはかすみ網やヘルゴラント・トラップ（漏斗状の巨大な罠。

。ヘルゴラント島で用いられたことに由来する）などの罠で捕らえられた後に標識を付けられる。
標識は通常アルミニウムまたはその他の軽量な素材で出来ていて、複数のサイズの中から適切なサイズを選んで装着され、その表面には固有の番号・記号と連絡先が付記される（日本の場合は「KANKYOSHO TOKYO JAPAN 8桁の記号」となる）。鳥は体重と体長が計測され、同一個体のデータが既にないかどうかを調べられてから、再び放たれる。彼らが再び捕らえられるか、死骸となって発見されるとき、個々の鳥は先の調査から個体を特定することが出来る。
発見者はリングに付された連絡先に連絡を取り、固有の番号を伝え、その鳥の履歴を聞くことが出来る。ある国では鳥類標識の当局が電話、郵送、或いは公式ウェブサイトで調査報告を受け付けている。日本では財団法人山階鳥類研究所がその役目を担っており、毎年の報告書の作成やかすみ網の一括購入・貸し出し、講習会の開催、バンダーの養成といった活動も行っている。日本ではかすみ網の所持・使用は原則として法によって禁じられているが、鳥類標識調査を目的とする場合に限っては許可されている。なお、日本でバンダーとして活動するには、充分な訓練の後、山階鳥類研究所の主催する講習会に参加し、資格の認定が必要となる。その後環境省に毎年鳥獣捕獲許可を出して、その認定証を携帯して標識調査活動を行う
。
一般には北アメリカでバンドまたはリングに鳥の他の識別情報と共に記録される固有の番号（連絡先はなし）がある。鳥が再捕獲されたら、他の識別できる特徴に加えて「再捕獲」(re-trap)として記録される。全ての標識番号と個々の鳥に関する情報は北アメリカの標識調査運営局を通じて共有されるデータベースに入力される。このように再捕獲された鳥に関する情報は、より素早く利用ができ、アクセスも容易である。

## 歴史
最も早期における、鳥に印を付ける試みは古代ローマの一人物、クィントゥス・ファビウス・ピクトル(Quintus Fabius Pictor)の時代にまでさかのぼる。このローマの役人は紀元前218-201年ごろの第二次ポエニ戦争のさなかに、包囲された要塞に1羽のツバメが送られた。彼はメッセージを送り返すために、ツバメの足に糸を結んだ。救援が到着するまで結び目の数がその日数を表した。
プリニウスが世にいた間、二輪戦車レースを好んだ騎士がヴォルテッラにツバメを連れて行った。レースの勝者に関する情報を217km（135マイル）離れたところからツバメを放って伝えた。
中世の鷹匠はハヤブサに印をプレートに取り付けた。1560年頃からハクチョウにはくちばしの上に刻み目のマークが施された
。どちらも所有を示すための行為である。
科学的な目的のために標識を付けることは、1899年デンマークの学校教師、クリスチャン・モーテンセン(Christian Mortensen)から始まった。彼はホシムクドリに亜鉛のリングを付けた。最初の標識調査計画は1903年にドイツのバルト海沿岸のVogelwarteで確立された。この後に1908年のハンガリー、1909年のイギリス（アバディーンのアーサー・ランズボロー・トムソン(Arthur Landsborough Thomson)とイングランドのハリー・ウィザビー(Harry Witherby)による）、1910年のユーゴスラビア、そして1911年-1914年のスカンジナビア諸国と続いた。

## 類似した計画

### 翼タグ

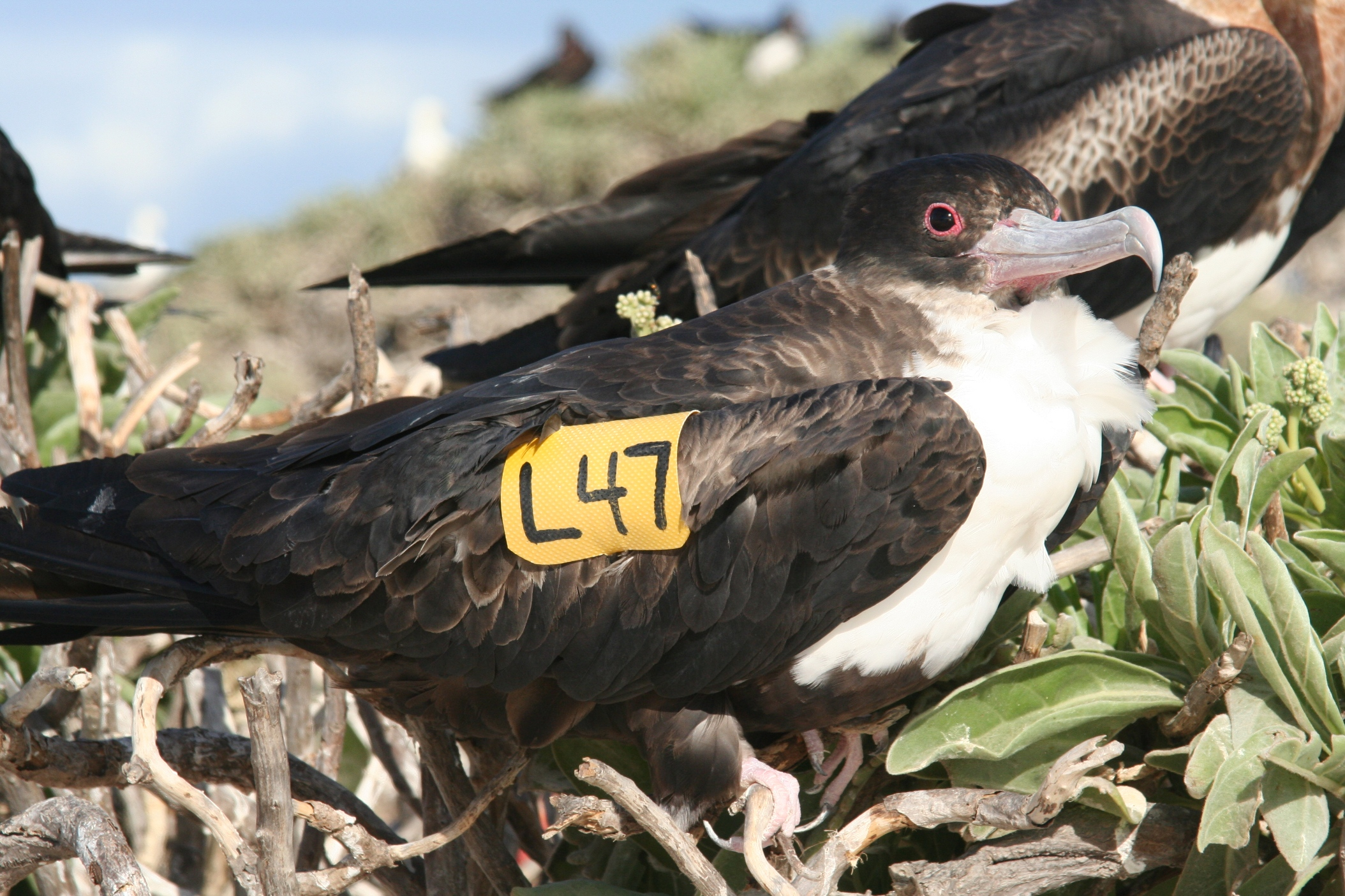
この雌のオオグンカンドリは、繁殖研究の一環として、翼タグが付けられた

ある調査では、ワシのような大型の鳥では、明るい色のプラスチックタグが鳥の翼羽に取り付けられる。各々は固有の記号を持っている。そして、色と記号の組み合わせは個別の鳥を特定する。これなら双眼鏡を通して観察が出来るので、つまり再捕獲の必要がないことを意味する。タグは羽に付けられているので、換羽（少なくとも1年に1回有る、羽の変え換わり）の際にタグは落ちてしまう。インピング（接ぎ羽）とは鳥の通常の羽を明るい色のついた人造の羽と入れ替える習慣である。翼膜タグはリベットによって翼膜を突き抜けるタイプの半永久的なタグである。

### 無線送信機と衛星追尾
個体の移動について詳しい情報が必要な場合、小型の無線送信機を鳥に装着させる方法が利用できる。送信機は小型の種において「リュックサック」のように羽基部に装着でき、より大型の種については尾羽に付けられるか、足輪として取り付けられるだろう。どちらのタイプも、通常信号受信を改善するために10cm程度と小さく、かつ柔軟なアンテナを装備する。地上から三角測量を使って鳥の位置を定めるために、（距離と方向を読むための）2つの可搬の受信機が必要である。鳥を目視確認なして遠方から居場所を突き止めることができるため、この技術はとりわけ植物がうっそうと茂った（熱帯雨林のような）場所での個体追跡に、または臆病であったり見分けるのが困難な種に役に立つ。
鳥の追跡のために人工衛星送信機を使用することは、現在の所、送信機の大きさの制約からおよそ400gより大きい種に制限される。これらは長距離の移動を行う渡り鳥（ガチョウ、ハクチョウ、ツル、ワシタカ）やペンギンなどのその他の種に装着される。送信機のバッテリーの寿命が尽きるまでのあいだ、個体は長大な距離の移動を衛星によって追尾される。翼タグと同様に、送信機は換羽の際に脱落するように設計されている。あるいは鳥を再捕獲して回収できるかもしれない。
アホウドリの背中に取り付けた送信機からの電波を衛星NOAAが受信し、地上の受信局が情報を受け取る。そして日本とフランスにあるアルゴス情報処理センター経由でコンピュータ解析された情報を受け取り、現在位置が分かるシステム（アルゴスシステム）が確立している。

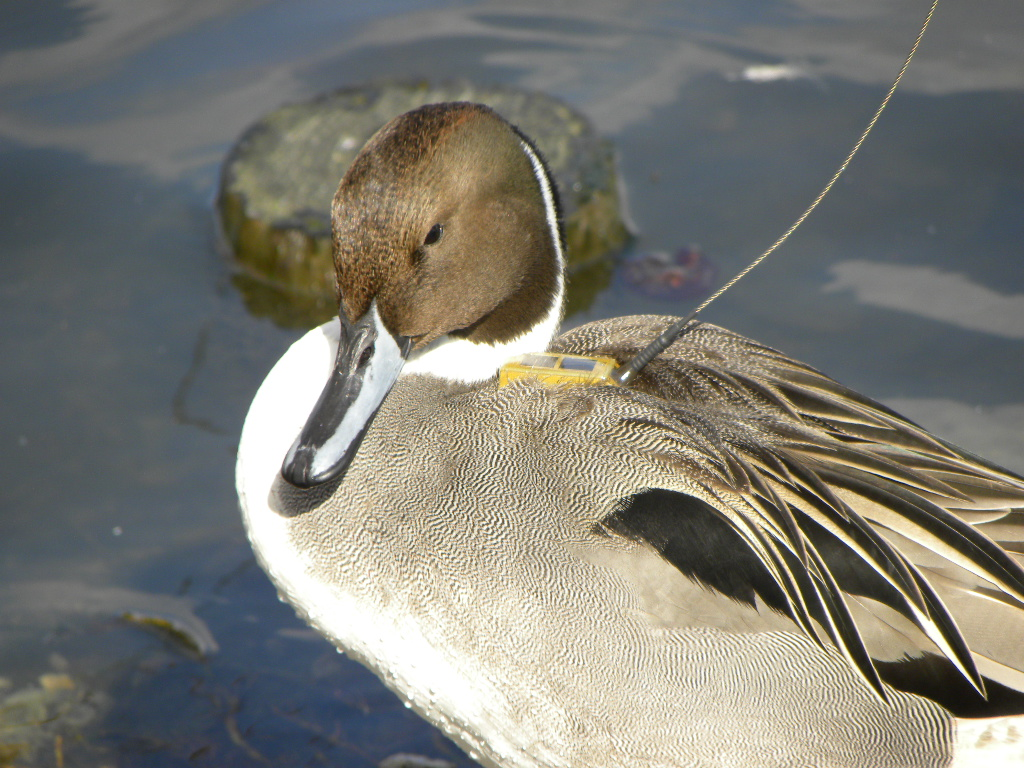
無線送信機をつけたオナガガモのオス
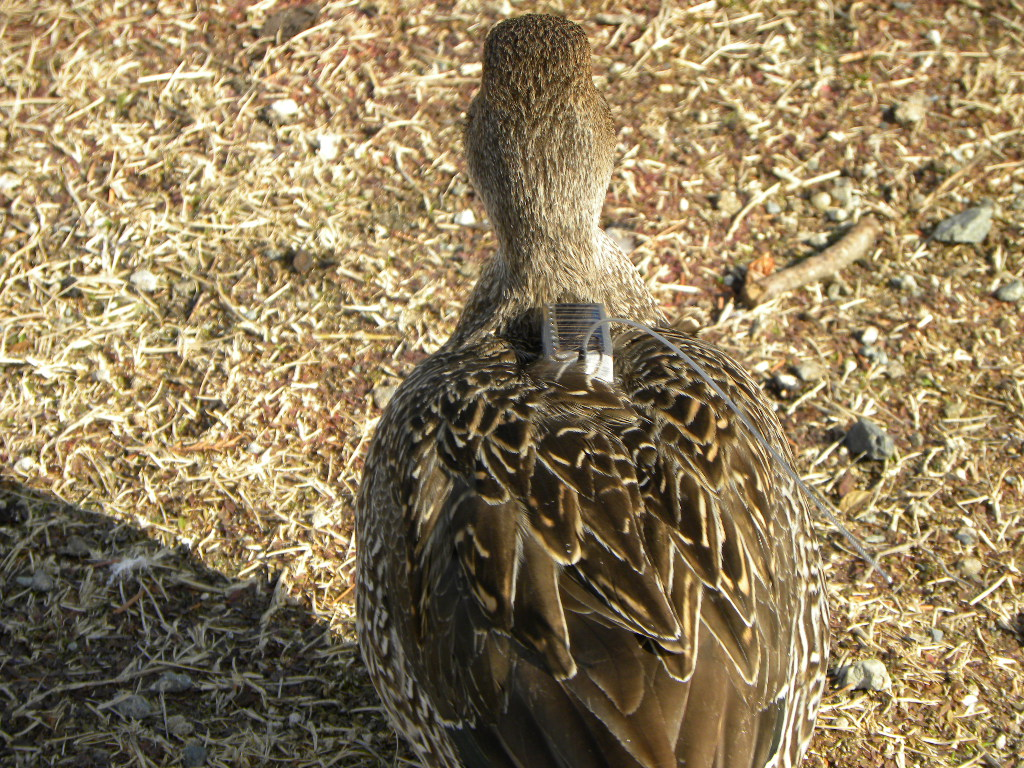
無線送信機をつけたオナガガモのメス

### フィールドで読み取り可能な足環
フィールドで読み取り可能な足環（カラーリングとも。通常プラスチックで作られ、明るい色をしている）がある。文字や数字などの目立つ模様を持つことがある。鳥たちが再捕獲されることなく、また彼らのふるまいへの妨げが最小限で済むようにフィールドで働く生物学者によって使われる。数字を示すのに充分な大きさの足環は、通常より大きな鳥に制限される。しかし必要に応じて識別コードを示す足環（またはフラッグ）の少しの拡張で僅かにより小さな種で足環を使用可能にする。小さな種（例えば殆どのスズメ目）のために、異なる色の小さな足環またはフラッグを用いて個体を特定することが出来る。これらリング・フラッグの大半の色・記号は一時的なもの（分解され、脆くなり自然に外れるか鳥によって外される）と考えられる。そして個体は通常半永久的な金属のリングも付けている。
近年、撮影倍率の大きなデジタルカメラの普及により、比較的近くで撮影できる公園などでの写真から足環の番号を確認することができることもある。

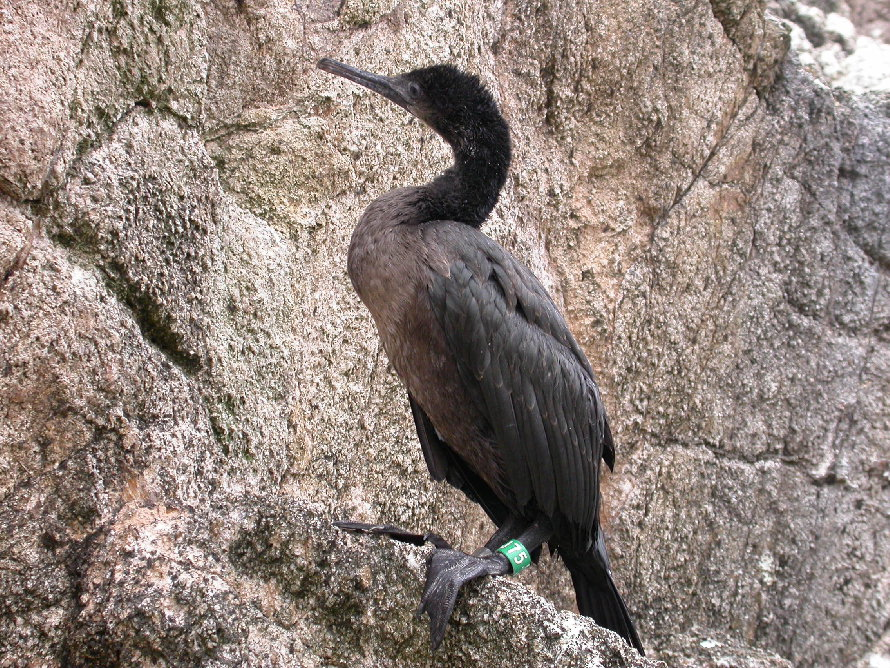
緑地にJ75と読める足環を持つアオノドヒメウ
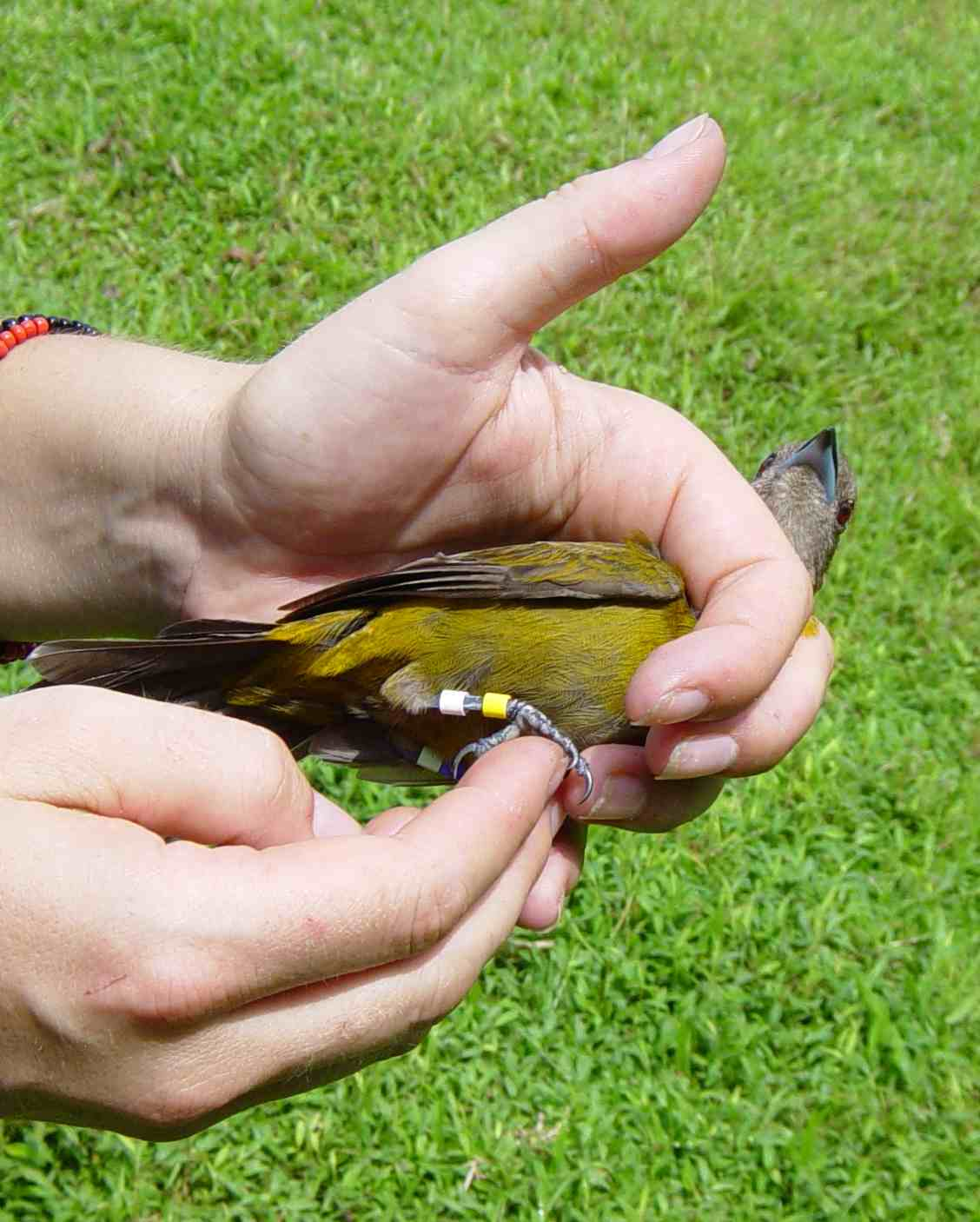
4つの異なる色（ライトグリーン／青、白／黄色）の足環を持つコシアカフウキンチョウ
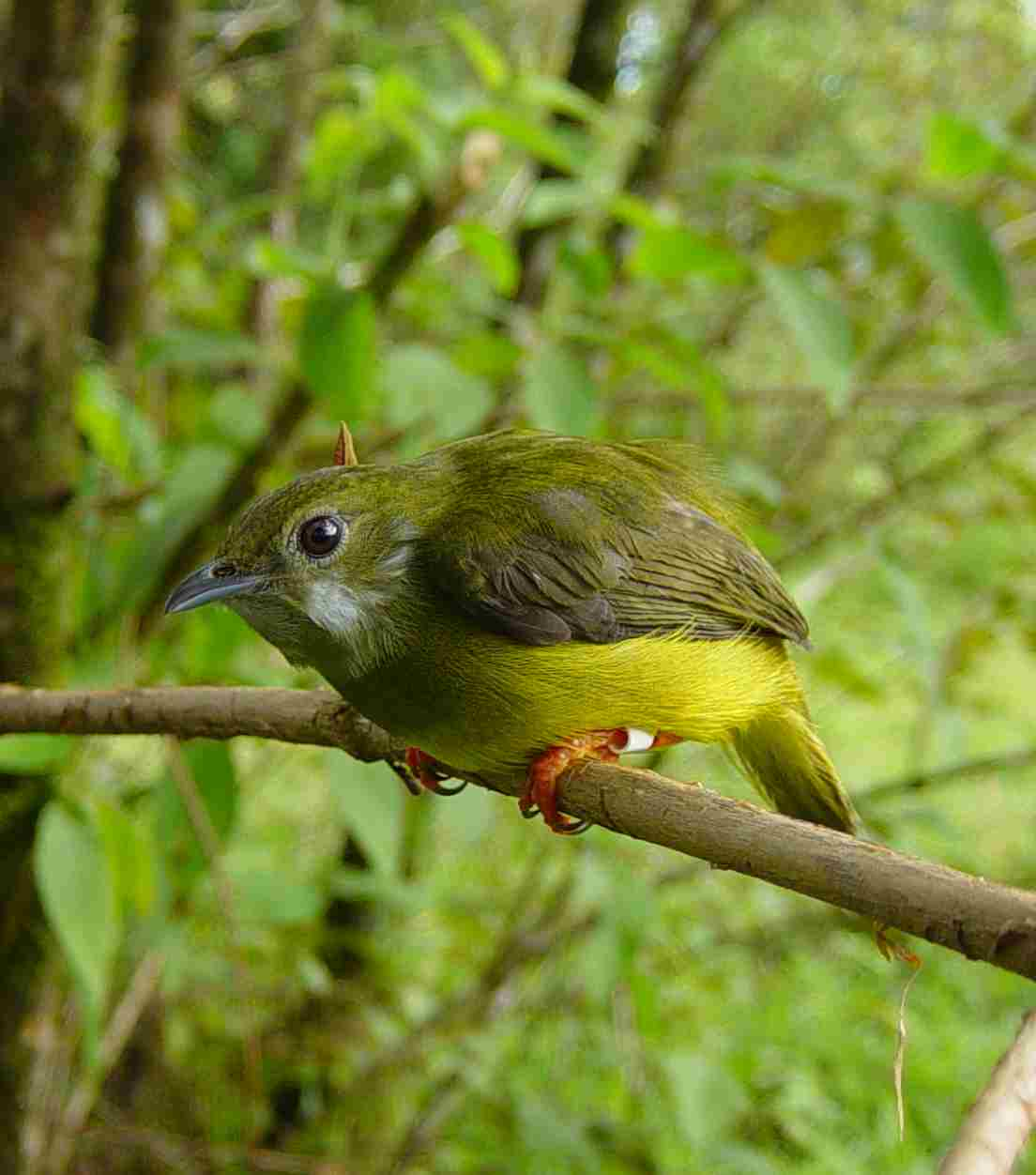
白い足環を付けたムナジロマイコドリ（コスタリカにて）
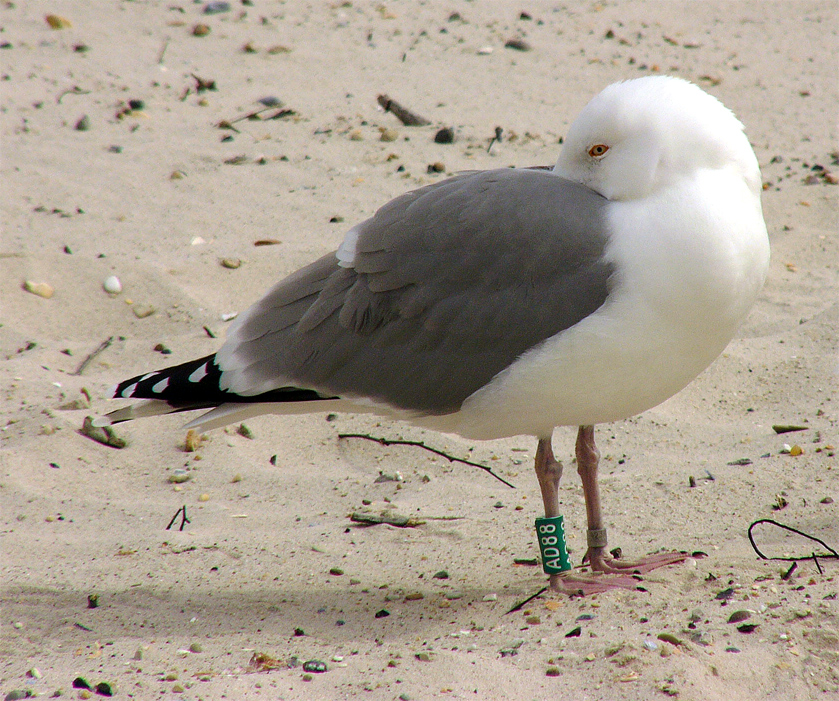
緑のカラーリングと金属の足環を付けたセグロカモメ
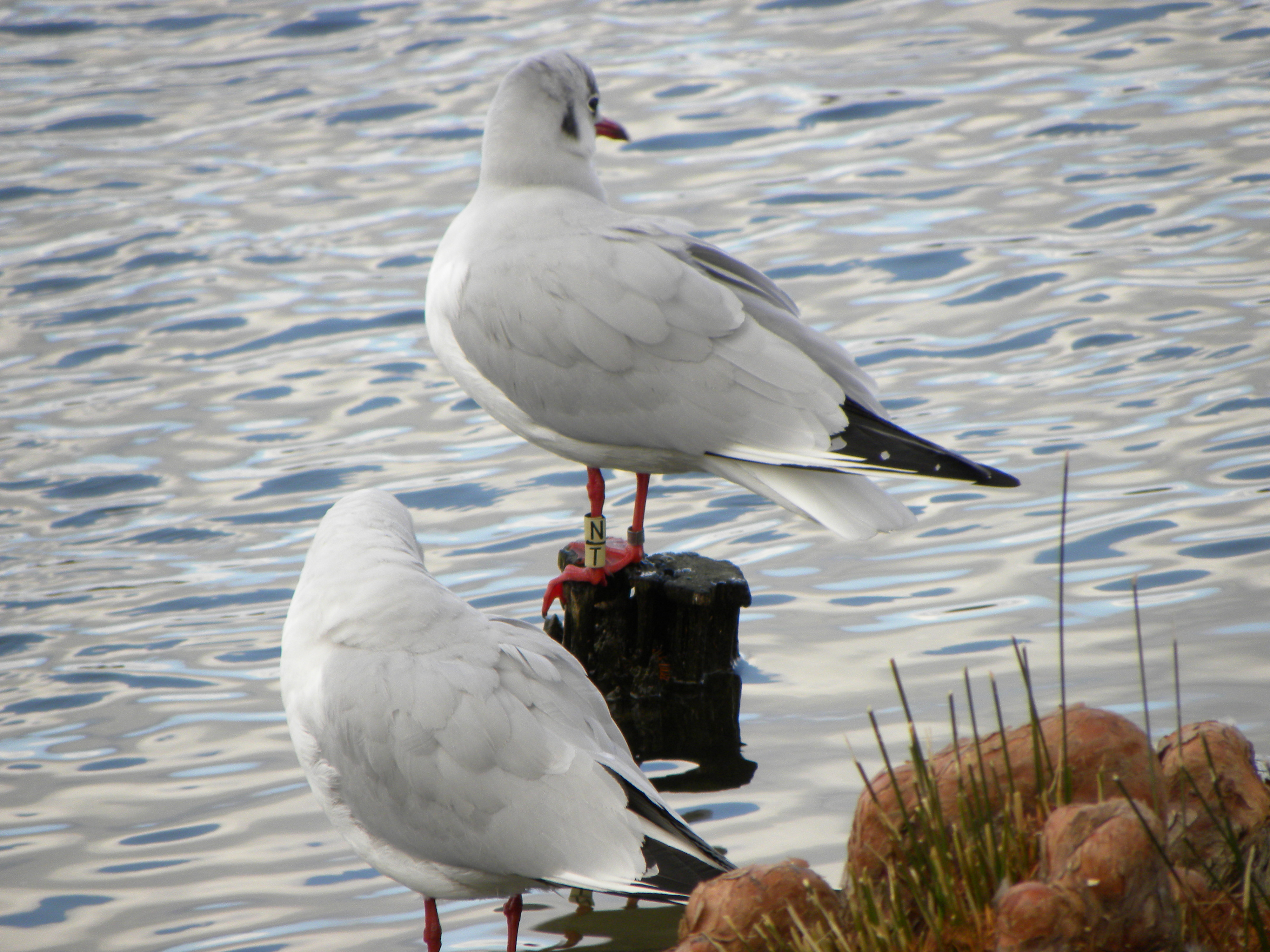
カラーリングを付けたユリカモメ
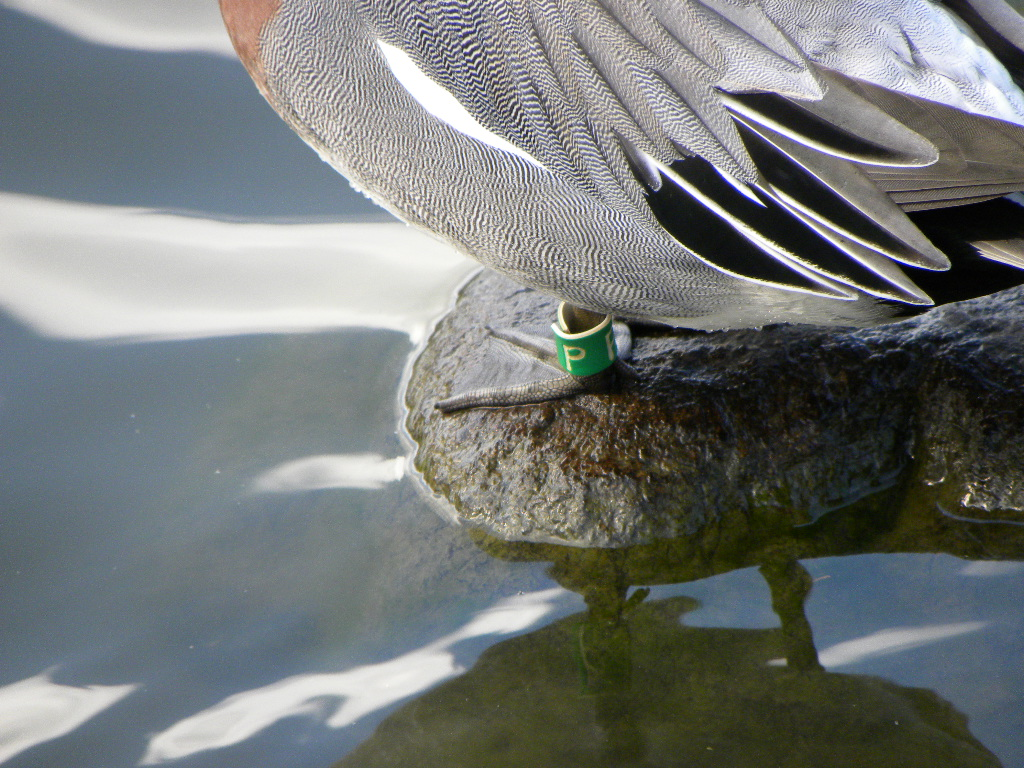
カラーリングを付けたヒドリガモ

### カラーフラッグ
カラーフラッグ（旗のような形をしており、通常プラスチックでできていて、数字のついた金属製の足環とは別に付加される）は色のついた足環と似ている。そしてそれは位置や色、形が特定の順序になることが決まっているためそれらを読み取るだけでその鳥の由来が分かるようになっている
。カラーフラッグにはしばしばそれら固有のコードがあるかもしれないが、それらのより通常の使用は鳥達の移動ルートと集結地を解明するためにある。色分けされたフラッグの使用は国際的なプログラムの一環である。起源は1990年のオーストラリアにあり、東アジアの国々によって、渡りを行う渉禽類の鳥によって使われる重要な地域とルートを特定し、オーストララシアの飛行経路を探るために始められた。カラーフラッグも再捕獲の必要なく観察可能な方法の一つである。
日本では主にハクチョウ、ガン、ツルにはカラーリングを、シギ、チドリにはカラーフラッグを使用している。これらの観察データは繁殖地、中継地、越冬地への移動手段、つがい構成といった、学術的に、あるいは保護活動にとって重要なデータとなる。

### その他のマーカー
頭と首のマーカーはそこに装着すると非常に目立って、かつ一方で水鳥など足が通常見えない種（カモとガチョウなど）に使われることがある。鼻ディスクと鼻サドルは、鳥の鼻孔を通して輪で囲まれるピンで、嘴峰（しほう・くちばしの上側ラインのこと）に付けることが出来る。それらはもし呼吸の妨げになるのであれば、使うべきではない。寒冷な気候の中で生きる鳥で鼻サドルが氷の蓄積で鼻孔を塞ぐ可能性がある場合も使用すべきではない。これらの方法も、鳥を再捕獲することなく個体に関する情報を得ることに適している。伸縮性のある非熱伝導プラスチックで出来ている首輪はガチョウのようなより大きい鳥に非常に役立つ。

## いくつかの成果

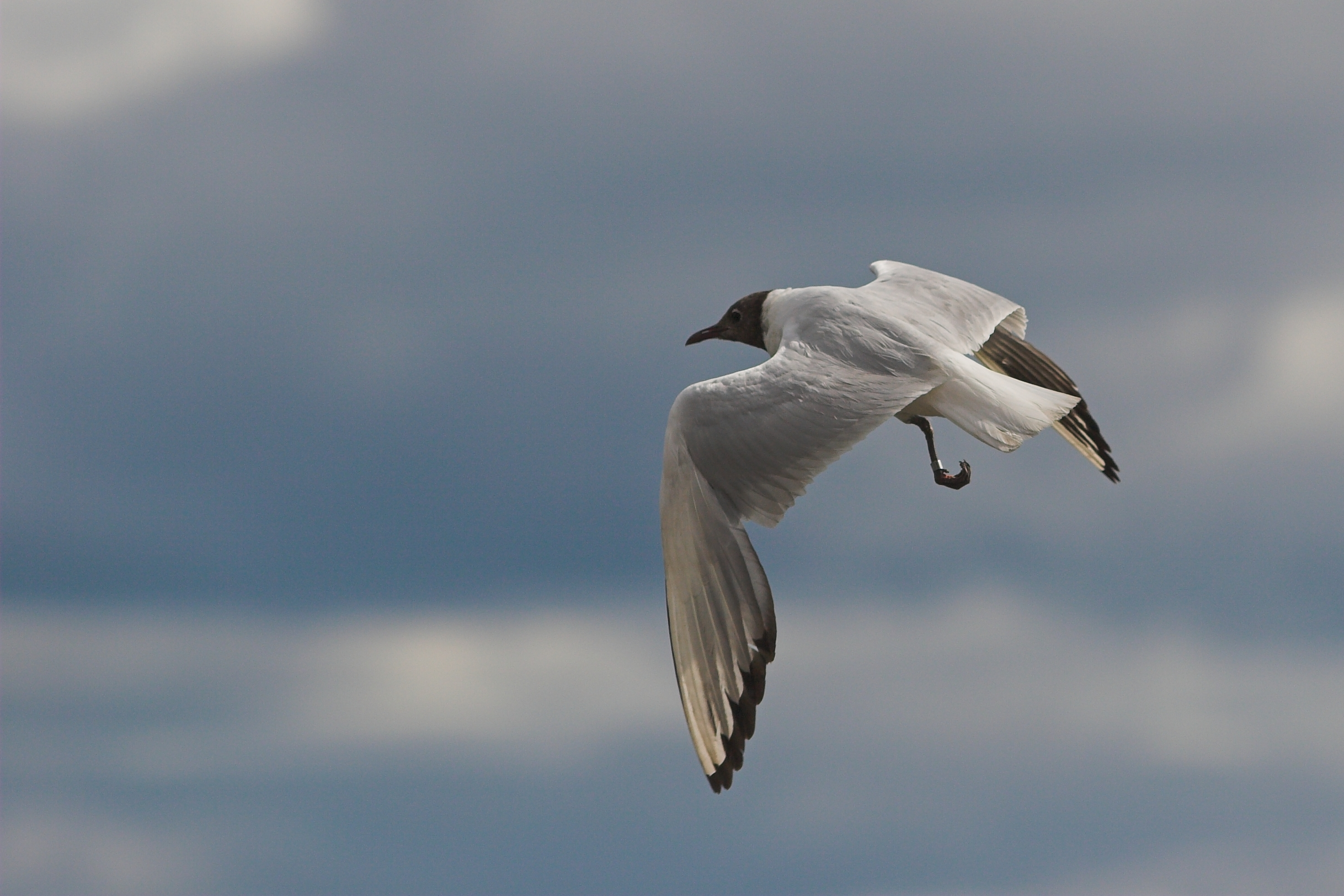
足環を付けた飛行中のユリカモメ

1982年夏、イングランド北部ノーサンバーランド海岸沖のファーン諸島でまだ飛ぶことが出来ない雛鳥として標識を付けられたキョクアジサシは、同年10月オーストラリアメルボルンに到達した。羽毛が生えそろってからたった3ヶ月で22,000km（14,000マイル）以上の距離海を渡ったことになる。マン島で成体（少なくとも5歳）の時に標識を付けられて、北アイルランドのコープランド島で育ったミズナギドリ類は現在最も長命として知られる野鳥である（2003年・2004年）。1953年7月に標識を付けられて、2003年7月に再捕獲されたので、少なくとも55歳まで生きていたことになる。他の再捕獲例ではマン島のミズナギドリ類が冬に南ブラジルとアルゼンチン沖の海域に10,000km以上渡りを行ったことである。もう一つの古い例では、ウェールズ沖のバードジー島で一羽の鳥が育って800万km（500万マイル）以上飛行していたことが鳥類学者のクリス・ミード(Chris Mead)の計算によって突き止められた。この鳥は2003年にはまだ生きていて、結果的にクリス・ミードより長生きした。

## 日本の鳥類標識調査の歴史
1924年（大正13年）農商務省によって行われたのが日本の標識調査の嚆矢である。途中戦争で中断するまでの約20年間に、31万7千羽が標識装着後、再び放たれ、その後1万5千羽が再捕獲された。戦後は1961年（昭和36年）から農林省から山階鳥類研究所への委託という形で再開した。1972年（昭和47年）からは環境庁（現環境省）が事業を引き継ぎ、山階鳥類研究所へ調査を委託した。1961年から1995年（平成7年）までに240万羽が標識装着後放鳥され、1万4千羽が再捕獲された。近年では毎年17万羽が標識放鳥され、渡り鳥の目的地や渡りのルートなど今まで不明であったことが次第に判明してきた。